# Mariano Dell’Omo
Mariano Dell’Omo OSB (* 16. Dezember 1956 in Aversa) ist ein italienischer Benediktiner und Archivar von Montecassino. Außerdem ist er Professor für Geschichte des benediktinischen Mönchtums am Pontificio Ateneo S. Anselmo, der Benediktineruniversität in Rom. Daneben nimmt er auch einen Lehrauftrag für Paläographie an der Gregoriana wahr.

## Leben
1979 promovierte er in Rechtswissenschaften an der Universität Neapel, 1981 wurde er Mönch in Montecassino. Das Theologiestudium an der römischen Benediktineruniversität S. Anselmo schloss er 1984 ab, 2004 folgte das Doktorat in Kirchengeschichte an der Gregoriana, wo er Schüler von Paulius Rabikauskas war. Außerdem absolvierte er den zweijährigen Kurs an der Scuola Vaticana di Paleografia, Diplomatica e Archivistica des Vatikanischen Geheimarchivs von 1984 bis 1986. An der Universität Cassino lehrte er Diplomatik an der Scuola di Specializzazione per conservatori di beni archivistici e librari della civiltà medievale.
Seine zweibändige Veröffentlichung der Urkunden des Montecassineser Priorats San Liberatore alla Maiella, die sich im Archiv der Mutterabtei erhalten haben, stellt wichtige, teils unbekannte Quellen für dieses Gebiet der Abruzzen zur Verfügung. Besonders interessant sind die Informationen über die Schriftlichkeit im 10. und 11. Jahrhundert.

## Schriften (Auswahl)
- Geschichte des abendländischen Mönchtums vom Mittelalter bis zur Gegenwart. Das Charisma des hl. Benedikt zwischen dem 6. und 20. Jahrhundert (= Studien und Mitteilungen zur Geschichte des Benediktinerordens und seiner Zweige. Ergänzungsbände 51). EOS Verlag, St. Ottilien 2017, ISBN 978-3-8306-7833-5.
- Le carte di S. Liberatore alla Maiella conservate nell’archivio di Montecassino, vol. I. Introduzione storica, paleografica e archivistica. Edizione dei documenti più antichi (†798–1000) e regesti di quelli posteriori di età medievale (1005–1500) (= Miscellanea Cassinese 84), a cura di Mariano Dell’Omo. Prefazione di Luigi Pellegrini, Montecassino 2003.
- Le carte di S. Liberatore alla Maiella conservate nell’archivio di Montecassino, vol. II. I regesti di età moderna (1501-1735) con un’aggiunta sui “signa” dei notai nelle carte di S. Liberatore dal 950 al 1735 (= Miscellanea Cassinese 85), a cura di Mariano Dell’Omo, Montecassino 2006.
- Il Registrum di Pietro Diacono (Montecassino, Archivio dell’Abbazia, Reg. 3). Commentario codicologico, paleografico, diplomatico (= Archivio Storico di Montecassino. Facsimili e commentarii, 1), Montecassino 2000.